# Thrinacophora cervicornis
Thrinacophora cervicornis är en svampdjursart som beskrevs av Ridley och Arthur Dendy 1886. Thrinacophora cervicornis ingår i släktet Thrinacophora och familjen Raspailiidae.
Artens utbredningsområde är havet kring Filippinerna. Inga underarter finns listade i Catalogue of Life.